# WWIII
WWIII är en skiva med industrial-bandet KMFDM som släpptes 2003. I enlighet med gammal tradition, gällande namn på skivor och ibland även låtar, så håller de sig till fem tecken i titeln. Skivan anses vara mer politisk än Attak. Låtarna angriper i stor utsträckning George W. Bush som president och hans ställningstagande gällande USA:s krig i Mellanöstern, men även hans hela utrikespolitik.
Sista låten Intro är gjord som en formell presentation av alla som medverkar.

## Låtlista
|     | Titel                    | Längd | bpm   | Medverkande                              |
| --- | ------------------------ | ----- | ----- | ---------------------------------------- |
| 1.  | WWIII                    | 4:58  | 140   | Cifarelli/Hodgson/Konietzko/Selway       |
| 2.  | From Here On Out         | 4:03  | 154   | Cifarelli/Hodgson/Konietzko/Selway       |
| 3.  | Blackball                | 5:11  | 128   | Cifarelli/Hodgson/Konietzko/Selway/Watts |
| 4.  | Jihad                    | 3:22  | 123   | Cifarelli/Hodgson/Konietzko/Selway       |
| 5.  | Last Things              | 5:05  | 170   | Cifarelli/Hodgson/Konietzko/Selway       |
| 6.  | Pity for the Pious       | 5:51  | 130   | Hodgson/Konietzko/Selway/Watts           |
| 7.  | Stars & Stripes          | 4:00  | 130   | Cifarelli/Hodgson/Konietzko/Selway       |
| 8.  | Bullets, Bombs & Bigotry | 4:19  | 194   | Hodgson/Konietzko/Selway/Watts           |
| 9.  | Moron                    | 5:05  | 85,70 | Cifarelli/Hodgson/Konietzko/Selway       |
| 10. | Revenge                  | 5:08  | 122   | Hodgson/Konietzko/Selway/Watts           |
| 11. | Intro                    | 4:36  | 132   | Hodgson/Konietzko/Selway                 |

## Medverkande
- Sascha Konietzko - Programmering, loopar, synth, sång (1-5, 7-9, 11),  bas (1, 2, 4, 6, 7, 9, 10)
- Jules Hodgson - Gitarr, programmering (1, 3, 5, 8-11), bas (3, 5, 8), synth (1, 5), banjo (1), piano (6, 8), trummor (11)
- Andy Selway - Trummor, sång (11)
- Lucia Cifarelli - Sång (1-5, 7-11)
- Raymond Watts - Sång (2, 3, 6-8, 10, 11)
- Bill Rieflin - Trummor (11), sång (11), loopar (4, 10)
- Cheryl Wilson - Sång (6, 10)
- Curt Golden - Munspel (8)